# Duiven (hoorspel)
Duiven is een hoorspel van Ton van Reen. De VARA zond het uit op woensdag 10 november 1976, van 16:03 uur tot 17:00 uur. De regisseur was Ad Löbler.

## Rolbezetting
- Dries Krijn (Jean)
- Gerrie Mantel (Lucienne)
- Donald de Marcas (de journalist)
- Tonny Foletta (de arbeider)
- Cees van Ooyen (de verpleger)

## Inhoud
Een arbeiderswijk van een middelgrote stad gaat tegen de vlakte. Nog geen jaar geleden is er door de buurtbewoners heftig tegen de sanering geprotesteerd, maar zonder resultaat. De huisjes moeten plaatsmaken voor flats en een grote supermarkt. Ook op deze morgen worden er weer huisjes opgeblazen en muren gesloopt. De bewoners zijn vertrokken, op twee na: Jean, gepensioneerd bankwerker, en zijn vrouw Lucienne weigeren hun huisje te verlaten. Zestig jaar wonen zij al in deze buurt en nu verschuilen zij zich al enige dagen in hun huis, het laatste van het in puin geslagen rijtje. Boven op zolder zitten de duiven, die Jean binnen moet houden. Er is geen sprake van dat hij de duiven aan een vlucht kan laten meedoen. Ze zouden hun hok niet meer terugvinden. Alle herkenningspunten zijn gesloopt. Vleugelloos zit ook het echtpaar, bang voor het bejaardenhuis, boos op de autoriteiten. Maar er moet een einde komen aan hun protest…